# (33079) 1997 WB39
1997 WB39 (asteroide 33079) é um asteroide da cintura principal. Possui uma excentricidade de 0.16290300 e uma inclinação de 5.38187º.
Este asteroide foi descoberto no dia 29 de novembro de 1997 por LINEAR em Socorro.